# From out of the vast comes nearness
From out of the vast comes nearness is een studioalbum van Paul Ellis. Ellis gaf met dit album een draai aan zijn eigen muziek. De meerlaagse muziek en de invloeden van de Berlijnse School voor elektronische muziek zijn bijna verdwenen. Uit die laatste heeft hij wel de sequencer meegenomen, maar die wordt hier gebruikt als een basis voor minimal music binnen de elektronische muziek. De muziek heeft daarbij iets weg van ambient, maar daarvoor zit er weer net te veel sequencer in. Een andere stroming die dicht benaderd wordt, is newagemuziek. Ellis droeg het album op aan Steve Reich (componist binnen minimal music), Klaus Schulze (de man van de sequencers), Peter Baumann (de pionier binnen elektronische muziek binnen Tangerine Dream) en Patrick O'Hearn (een newagemuziekpionier).
De opzet van het album was echter het tegenovergestelde. Ellis begon met korte rockachtige stukken met begin, midden en eind, die zouden moeten resulteren in het album "Watch the stars come one by one". Dat idee werd langzaam losgelaten en er kwam dit album met voornamelijk langdurige tracks en huidige titel, die overigens pas vlak voor de uitgave werd gegeven. De originele titel is nog terug te vinden in de hoes, mensen kijken de hemel in naar een vallende ster en de laatste track.    

## Musici
- Paul Ellis – synthesizers, elektronica

## Muziek
Alle van Paul Ellis

| Nr. | Titel                                | Duur  |
| --- | ------------------------------------ | ----- |
| 1.  | The infinite, minute by minte        | 10:49 |
| 2.  | The click and chime of passing time  | 12:44 |
| 3.  | Firefly rising outshined by the moon | 13:47 |
| 4.  | From out of the vast comes nearness  | 15:32 |
| 5.  | Watch the stars come one by one      | 21:17 |